# Socialbakers
Socialbakers是一个全球性的社交媒体分析公司，提供营销软件被架设在Socialbakers的服务平台上，用来解决营销问题,提供数据分析和社交媒体管理，使成千上万的各种规模的公司得以在Facebook、Instagram、推特、YouTube、领英、Google+、VK中进行产品营销。
Socialbakers的解决方案让公司拥有衡量、管理和优化他们社交网站的服务。使用Socialbakers 的公司可以与他们的竞争对手作比较，寻找自己的最佳策略去适应实际要求。此外，它们可以管理社交媒体跨平台的文件，而且将它提供社会并服务客户。公司也能优化他们的社交媒体的广告，用来彰显自己在更广泛商业目标内的影响力,尤其是關鍵績效指標 （KPIs）在社交媒体内的应用。
Socialbakers成立于2008年，在世界各地拥有办事处，如：布拉格、伦敦、旧金山、纽约、比尔森、斯普利特、新加坡、悉尼、巴黎、慕尼黑、圣保罗、墨西哥城、杜拜和伊斯坦堡，这些办事处在全球范围内拥有超过300名员工。 

## 历史

### 创始
Socialbakers由Jan Řežáb, Lukáš Maixner, and Martin Homolka在2008年10月13日成创立。最初被称为Candytech，它从一家社会媒体机构迅速转变为生产商。Candytech开发的应用程序主要用于代理商和品牌推广工作。在2009年11月，创始人启动了主要关注国家的统计数据，将它用于脸书上，用户可以寻找到每天更新的数据。

### 2010年
在2010年7月, Socialbakers 启用了粉丝专页分析工具。这给了用户有关基本的情况：他们的脸书专页经历，就像他们的竞争者一样做的好。它给了用户有关他们脸书主页基本问题的信息，有助于他们竞争。九月，项目增加了包括日活跃用户和周活跃用户曲线图的新功能。 十月，Facebakers重新设计了他们的主页,现在脸书的品牌推广工作被依据不同的市场环境以及不同国家的过滤需要作出适度调整的能力。 在2010年底,Facebakers改名为Socialbakers,以避免混淆这两个概念。

### 2011年
在一月至2011年，Socialbakers推出市场洞察力， 允许用户监测的市场部门在脸书，比较它们的网页内选定市场部门和分析的性能，他们的网页和他们的竞争对手的网页。 在同一个月，他们获得社交媒体奖，其判断标准是根据的脸书网页的几个关键的因素，包括最好的球迷参与度，最多的参与页面等等。 在三月份，Socialbakers 启动脸书城市统计资料。
在2011年5月， Socialbakers推出了一个脸书页面内容管理系统（CMS）。在此后的一个月，Socialbakers开始监测关于LinkedIn的主要关注国家的统计数据。 这是Socialbakers第一次在脸书以外的社交网站监测，说明了"社会网络不仅仅是脸书"。 同样值得注意是，七月，他们推出了推特的个人资料的统计数据，监测品牌和传媒公司的青睐。八月，Socialbakers介绍了协议生成器(曾被称为社会CMS)。它能改进的网页管理，更好地为商业服务。
在2011年9月，Early Bird风险投资公司投资200万美元给 Socialbakers ，它曾经获得像Checkfacebook.com 和社会化的RSS(脸书的提要阅读器)。10月，他们将Google+ 的监测加入了他们社交网络的范围内。在2011年年末，他们开始监测YouTube channel的统计工作，包括日常数据和关键排名。

### 2012年
2012年1月, Socialbakers 推出面向推特的分析工具。他们开始提供推特统计数据，比如每日粉丝的增长量，每天的推文与转发量、转发的推文和被提及的数量之比。在3月，他们制定了比较推特和脸谱的标准衡量协议。在4月，Socialbakers 成为 脸书最受欢迎的市场推广工具。
在2012年5月, Socialbakers 推出了品牌评价(NPS), 这一功能允许用户通过“有多少可能你会将品牌推荐给好友？”在0-10分内进行品牌评价。在之后的一个月中，他们推出YouTube分析工具，用户能开始监视YouTube频道，像是总量观察，每日观察等。
6月, Socialbakers 介绍一项有关社会化消费者所关心的新标准，叫做"Socially Devoted"。“ Socially Devoted”会授予给那些开放配置文件（产品墙、时间线）以更好地接受粉丝反馈和意见，愿意承担65% 的问题，并且即时独自反馈给粉丝的用户(25%的知名品牌在此期间关闭了产品墙)。8月，他们介绍了一项新工具叫做听，这一工具能帮助用户在社交网络上搜索关键词，并在控制面板上更新。在这个月，他们还推出了新的测试版的市场洞察力。9月，Socialbakers介绍了开发者平台的升级版本，让推销者和企业家在多平台进行管理和分析他们的社会活动。
十一月，Socialbakers受到来自指数创投公司的600万美元的捐赠，来自于首轮投资者的剩余资金。这是该公司所获得的第二大主要投资，仅次于来自Earlybird风投资本的200万美元。

### 2014年
二月，宣布完成C轮融资2600万美元。该交易是由指数创投公司领头。

### 2015年
九月，Socialbaker宣布与新浪微博合作推出大数据产品。

## 重塑
2014年2月2日，公司重新设计出Socialbakers.com 的全新页面。 重新设计标志着多年的努力成功了。

## 工具和服务
在socialbarkers的市场营销的组合之中包括一些社会媒体的管理工具，包括分析、洞察竞争力和确定标准；开发者-一个企业出版工具；广告-优化和管理脸书 和 推特上的广告；倾听-有助于使品牌遵循对话的周围发生的事情自己的品牌；和专业服务-Socialbakers的咨询后台，能与客户密切合作，帮助他们管理他们独特的社会景观。
Socialbakers的分析，为客户提供的见解，通过监测社交媒体文件在脸书、推特、LinkedIn、 Vk，以及YouTube(加上instagram的报告). 该软件提供业绩指标，以衡量粉丝的增长，跟踪关键影响因素，分析参与率和相互作用，基准性能和竞争对手和行业标准，优化的社会媒体的存在和生成图形的报告。 Socialbakers开发者是一种用于安排和出版内容以及作为整合围绕一个品牌对话上的社会媒体工具。 除了主要的产品体系，Socialbakers提供多种服务，包括EdgeRank检查、告诉用户的哪些内容最适合自己的品牌的 脸书 网页深学算法以及其他事项。

## 社会媒体的统计数据
除了指标，Socialbakers提供为他们监测品牌的工具，它们具有促进多种方式为品牌，以跟踪他们的社会媒体的成功和竞争基础。其中一个优先考虑的标准是社会贡献-证书会优先颁发给用户要求他们在脸书和推特中至少能应对65%的高容量的问题的品牌。ocialbakers也奖励会编故事的人，标准是“看有关交流信息发布的平均值”。
2014年十月，Socialbakers宣布提升邮件监测能力，这种服务允许品牌之间通过使用公共数据进行差异化竞争，使产品能准确到达目标人群。 
在同一天， Socialbakers 宣布他们与联想达成合作去开发新的社交媒体标准，被称为社会健康指数。

## 延伸阅读
- "The Exciting Future of Socialbakers Analytics"（页面存档备份，存于）来自Socialbakers的Blog
- "How Social Media Creates a Better World"（页面存档备份，存于）来自Tedx
- "Socialbakers bakes its data analytics down to a Social Health Index"（页面存档备份，存于）来自Venture Beat